# غروفتاون
غروفتاون (بالإنجليزية: Grovetown, Georgia)‏ هي مدينة تقع في مقاطعة كولومبيا، جورجيا بولاية جورجيا في الولايات المتحدة. تبلغ مساحة هذه المدينة 7.5 (كم²)، وترتفع عن سطح البحر 147 م، بلغ عدد سكانها 11216 نسمة في عام 2010 حسب إحصاء مكتب تعداد الولايات المتحدة.

## وصلات خارجية
- Cities & Counties - Georgia.gov